# Kopa (jednotka)
Kopa (německy Schock) je historická účetní jednotka v Čechách, v Sasku a ve Slezsku. Podle historické číslovky se 1 kopa dělila na 60 menších jednotek. Obvykle se používala k počítání velkého množství peněz, zejména pražských grošů. Kopu bylo možné rozdělit na čtyři mandele (mandel je 15 kusů, 4×15=60) nebo pět tuctů (tucet je 12 kusů, 5×12=60).

## Historie
V kopách pražských grošů se pak například počítalo výkupné a válečné reparace po bitvě u Grunwaldu. V Litevském knížectví a Polsko-litevské unii se státní finance v 16. století počítaly v kopách litevských grošů.   

### Původ
Kopa původně označovala množství pražských grošů, které bylo možné razit z jedné hřivny stříbra. V Litevském velkoknížectví to bylo 60 grošů. V Polsku za vlády Kazimíra Velikého (1333–1370) se hmotnost hřivny snížila asi o 20 %, tedy v Polsku kopa představovala 48 grošů. V 15. století pak Polsko přijalo litevskou definici kopy o 60 groších. Jednotka byla oficiálně zrušena za ruské nadvlády v roce 1825, ale v každodenním užívání přežívala až do počátku 20. století.
V Německu (Sasku) existovala podobná jednotka Schock k počítání míšeňských grošů ražených saským kurfiřtem Bedřichem II. a durynským lankrabětem Vilémem III.
Termín je také někdy nesprávně aplikován na litevskou dlouhou minci, protože se dřívější badatelé domnívali, že slovo kopa bylo odvozeno z litevského kapoti (sekat). Zde se však pravděpodobně jedná o případ lidové etymologie. Skutečná etymologie není zcela jasná. 

## Typy

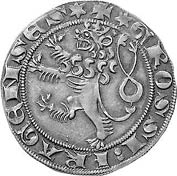
Pražský groš, revers

V Čechách a ve Slezsku existovalo několik druhů kop:

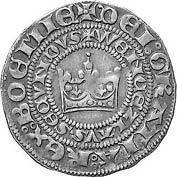
Pražský groš, avers

- 1 staročeská kopa = 60 českých (Böhmen), měly hodnotu 3⁄2 říšského tolaru = 3 kongresové tolary = 180 krejcarů
- 1 nová / malá česká kopa = 40 českých = 2⁄3 staročeské kopy, tj. 1 říšský tolar = 2 konvenční zlaté = 60 dvoukrejcarů
- 1 kopa grešlí (Gröschel) = 60 grešlí = 1⁄4 staročeské kopy, což odpovídalo hodnotě 3⁄4 konvenčního dukátu = 45 krejcarů = 180 feniků.

Böhmen byl název grošů v Praze a v Čechách, grešlím se také říkalo Fledermäuse (netopýry).
V Saském království se rozlišovalo podle starého počítání 1 kopa = 60 kusů
- 1 stará kopa = 60 malých kopových grošů = 20 pravých grošů, což odpovídalo 5⁄4 konvenčního guldenu = 75 krejcarů
- 1 nová / těžká kopa = 60 pravých grošů = 3 staré kopy, měly hodnotu 15⁄4 konvenčního dukátu = 225 krejcarů.